# پاشالو (مشگین‌شهر)
پاشالو یک منطقهٔ مسکونی در ایران است که در دهستان شعبان واقع شده‌است. براساس سرشماری مرکز آمار ایران در سال ۱۳۹۵، پاشالو ۴۶ نفر جمعیت دارد.